# 200 Public Square
200 Public Square (también conocido como Sohio Building, Standard Oil building, BP America Building, BP America Tower, BP Tower, o BP Building) es el tercer rascacielos más alto de Cleveland, la segunda ciudad más poblada del estado de Ohio (Estados Unidos). El edificio, situado en Public Square en el Downtown, tiene 45 plantas y 201 metros de altura, y contiene 111 000 m² de oficinas. Es la sede en Cleveland de Huntington Bancshares.
En noviembre de 1981, Standard Oil of Ohio (Sohio) fortaleció su compromiso con Cleveland anunciando planes para la construcción de un nuevo rascacielos en Public Square.  Inicialmente, se proyectó para sobrepasar la altura de la Terminal Tower, pero las autoridades de la ciudad rechazaron esta idea, insistiendo en que la Terminal Tower debía mantenerse como el edificio más alto de la ciudad. El BP Building fue diseñado por Hellmuth, Obata and Kassabaum en estilo postmoderno. Su planta está girada para ser paralela a las avenidas Euclid y Superior. La demolición comenzó en 1982 con la implosión de dos antiguos monumentos de Cleveland, el Burnham and Root Cuyahoga Building (1892) y el George B. Post Williamson Building (1900).  El edificio fue completado en 1985 y fue inaugurado oficialmente en 1987 como la BP America Tower cuando British Petroleum compró el 45% restante de Sohio y fusionó sus empresas de América del Norte para formar BP America, Inc., con sede en este edificio. 
La escultura Free Stamp de Claes Oldenburg fue encargada originalmente por Alton Whitehouse y otros ejecutivos de Sohio para estar frente a la torre, pero los ejecutivos de BP no la apreciaron, y la donaron a la Ciudad de Cleveland. Tras algunas modificaciones, la ciudad la instaló en Willard Park, al lado del Ayuntamiento de Cleveland.
Antes de la construcción de la Key Tower, el BP Building era el segundo rascacielos más prominente de la ciudad, fotografiado a frecuencia junto con la cercana Terminal Tower como emblema conjunto de Cleveland. Contiene 36 ascensores, 10 escaleras mecánicas, 3 fuentes, 1 caída de agua, 1.500 plantas, y varias obras de arte.

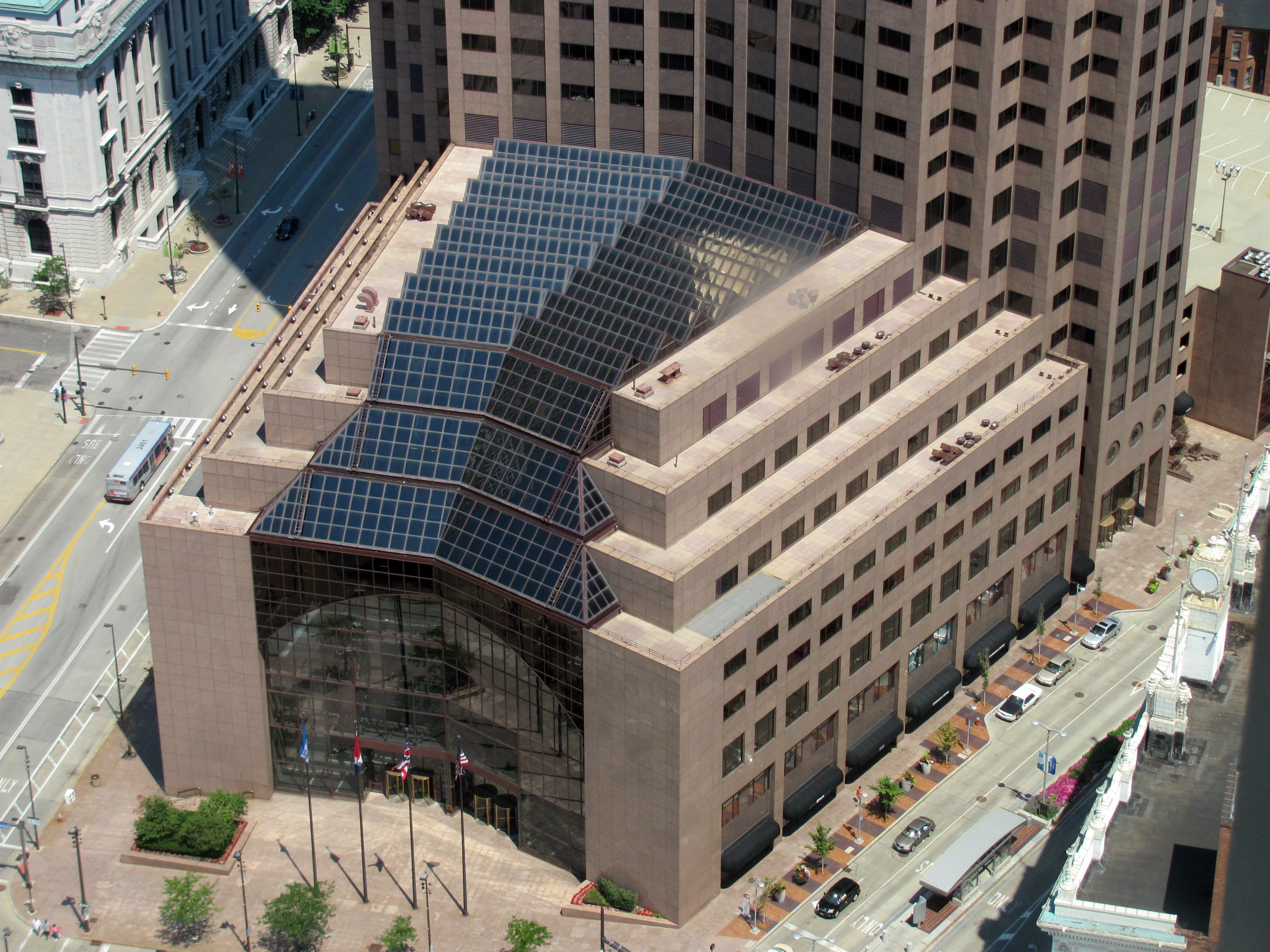
Vista del atrio del edificio desde la plataforma de observación de la Terminal Tower

Cuando BP compró Amoco, con sede en Chicago, en 1998, la empresa anunció que trasladaría su sede de Cleveland a Chicago. El edificio fue comprado por Equity Office Properties Trust, con sede en Chicago, en 1996 por $144 millones, que a su vez la vendió a Harbor Group International en junio de 2005 por $141,25 millones. Harbor Group se asoció con Electra Real Estate (TASE: ELTR) para comprar el edificio, que fue renombrado posteriormente 200 Public Square. La mayoría de los locales y el Harbor Group todavía lo identifican como la BP Tower, aunque muchos todavía se refieren a él como Sohio Building.
En junio de 2011, Huntington Bank situó su logo corporativo en la parte superior del edificio. El banco trasladó su sede regional a la torre del Huntington Bank Building en septiembre. Harbor Group International puso el edificio en venta en junio de 2011.